# Alexéi Denisenko
Alexéi Alexéyevich Denisenko –en ruso, Алексей Алексеевич Денисенко– (Rostov del Don, 30 de agosto de 1993) es un deportista ruso que compite en taekwondo. 
Participó en dos Juegos Olímpicos de Verano, obteniendo en total dos medallas, plata en Río de Janeiro 2016 y bronce en Londres 2012. En los Juegos Europeos de Bakú 2015 consiguió una medalla de bronce en la categoría de –68 kg.
Ganó dos medallas en el Campeonato Mundial de Taekwondo, plata en 2015 y bronce en 2019, y una medalla de plata en el Campeonato Europeo de Taekwondo de 2014.

## Palmarés internacional
| Juegos Olímpicos   | Juegos Olímpicos         | Juegos Olímpicos  | Juegos Olímpicos |
| Año                | Lugar                    | Medalla           | Categoría        |
| ------------------ | ------------------------ | ----------------- | ---------------- |
| 2012               | Londres (Reino Unido)    | Medalla de bronce | –58 kg           |
| 2016               | Río de Janeiro (Brasil)  | Medalla de plata  | –68 kg           |
| Campeonato Mundial |                          |                   |                  |
| Año                | Lugar                    | Medalla           | Categoría        |
| 2015               | Cheliábinsk (Rusia)      | Medalla de plata  | –68 kg           |
| 2019               | Mánchester (Reino Unido) | Medalla de bronce | –68 kg           |
| Juegos Europeos    |                          |                   |                  |
| Año                | Lugar                    | Medalla           | Categoría        |
| 2015               | Bakú (Azerbaiyán)        | Medalla de bronce | –68 kg           |
| Campeonato Europeo |                          |                   |                  |
| Año                | Lugar                    | Medalla           | Categoría        |
| 2014               | Bakú (Azerbaiyán)        | Medalla de plata  | –68 kg           |